# Szüntípus
A szüntípus (syntypus) a biológiai típusok egy fajtája. A típus egy taxon nevét határozza meg.
Az ICZN szerint szüntípusnak nevezzük a fajleírás alapjául szolgáló kettő vagy több egyenrangú példány sorozatát, amennyiben nem történt meg közülük a holotípus kiválasztása, ami régen gyakran előfordult. Azokat a szüntípusokat, amik még nem lettek lecserélve, jelenleg is névhordozó típusnak tekintik. Korábban gyakran explicit módon kijelöltek szüntípusokat, és a jelenlegi ICZN alapján a szüntípus létét még mindig megkövetelik a leírás érvényességéhez, de manapság általában a taxonómusok rossz szemmel néznek a kizárólag szüntípusokra alapozott fajleírásokra.
Azoknál a fajoknál, amiket korábban szüntípusokra alapozva írtak le, a szüntípust általában lecserélik lektotípusra. A lektotípus olyan, a szüntípusok közül kiválasztott névhordozó egyed (tkp. holotípus), amelyet nem a faj eredeti leírója, hanem a csoportot revideáló taxonómus választott ki. Az, hogy egyetlen névhordozó egyede legyen a taxonnak, csökkenti az esetleges tévedések lehetőségét – különösen azt figyelembe véve, hogy nem ritka eset, amikor a szüntípus-sorozat egynél több faj példányait tartalmazza.
Ha kiválasztottak egy lektotípust, attól kezdve az eredetileg névhordozó szüntípusok már csak paralektotípusnak minősülnek. Már nem névhordozók, bár a lektotípus megsemmisülése esetén általában paralektotípus-példánnyal helyettesítik azt.

## Fordítás
- Ez a szócikk részben vagy egészben a Syntype című angol Wikipédia-szócikk ezen változatának fordításán alapul.  Az eredeti cikk szerkesztőit annak laptörténete sorolja fel. Ez a jelzés csupán a megfogalmazás eredetét és a szerzői jogokat jelzi, nem szolgál a cikkben szereplő információk forrásmegjelöléseként.